# Kenji Shimaoka
Kenji Shimaoka (japonès: 嶋岡健治)  (Tòquio, 9 de maig de 1949) és un ex-jugador de voleibol japonès que va competir durant les dècades de 1960 i 1970.
El 1968 va prendre part en els Jocs Olímpics de Ciutat de Mèxic, on guanyà la medalla de plata en la competició de voleibol. Quatre anys més tard, als Jocs de Múnic, guanyà la medalla d'or en la mateixa competició. El 1976, a Mont-real, disputà els seus tercers i darrers Jocs Olímpics, en què fou quart en la competició de voleibol. En el seu palmarès també destaca una medalla de bronze al Campionat del Món de voleibol de 1970 i dues medalles d'or i una de plata als Jocs Asiàtics de 1970, 1974 i 1978 respectivament.